# John de Warenne, 6. Earl of Surrey

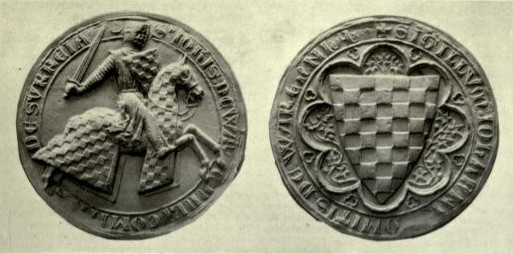
Siegel Johns de Warenne, Earl of Surrey, aus dem Jahr 1301

Er führte das gleiche Wappen wie die Grafen von Vermandois, mit denen er über seine Urgroßmutter verwandt war.

John de Warenne, 6. Earl of Surrey (auch als Earl Warenne oder Earl of Sussex bezeichnet) (* 1231; † um 29. September 1304 in Kennington, Kent) war ein englischer Magnat. Als mächtiger Adliger spielte er eine wichtige Rolle während des Zweiten Kriegs der Barone und während der Eroberung von Wales durch König Eduard I. Während der Schottischen Unabhängigkeitskriege betraute Eduard I. Warenne mit der Verteidigung der englischen Oberherrschaft in Schottland, womit dieser letztlich scheiterte.

## Herkunft
John de Warenne entstammte der anglonormannischen Familie Warenne. Er war der einzige Sohn von William de Warenne, 5. Earl of Surrey, und von dessen Frau Maud Marshal. Seine Mutter war die Witwe von Hugh Bigod, 3. Earl of Norfolk, und eine der fünf Töchter von William Marshal, 1. Earl of Pembroke. Über seine Mutter hatte er damit verwandtschaftliche Bindungen zu zahlreichen hochadligen Familien in Frankreich und England. Johns ältere Schwester Isabel de Warenne war die Gründerin von Marham Abbey.

## Erbe der Güter der Familie Warenne und Verheiratung
Sein Vater starb bereits 1240, sodass der neunjährige John als königliches Mündel an den Hof von König Heinrich III. kam. Von seinem Vater hatte er umfangreiche Besitzungen geerbt, die über ganz England verstreut lagen. Der Schwerpunkt der Besitzungen war die Baronie Lewes in Sussex; dazu gehörten Stamford und Grantham in Lincolnshire, Castle Acre in Norfolk, Conisbrough, Sandal und Wakefield in Yorkshire sowie Reigate in Surrey. Diese Ländereien übergab der König zur Verwaltung an Peter von Savoyen, einen Onkel der Königin. Über seine Mutter wurde er 1245 dazu zum Teilerben der umfangreichen Güter der Familie Marshal. 1246 versprach der König seinem Mündel, ihn mit einer der Töchter von Graf Amadeus IV. von Savoyen zu verheiraten, was jedoch nicht erfolgte. Stattdessen verheiratete der König Warenne im August 1247 mit seiner Halbschwester Alice de Lusignan, einer Tochter des französischen Grafen Hugo X. von Lusignan und von Heinrichs Mutter Isabella von Angoulême. Nach der Heirat übergab der König Warenne 1248 einen Teil seines Erbes.

## Höfling im Dienst von Heinrich III.
Warenne blieb am Königshof und schloss sich Anfang der 1250er Jahre der Gruppe Höflinge an, die sich um die Halbbrüder des Königs, die sogenannten Lusignans, und den jungen Thronfolger Lord Eduard gebildet hatte. Von 1252 bis 1253 unterstützte er seinen Schwager Aymer de Lusignan bei dessen gewalttätigen Konflikt mit Erzbischof Bonifatius von Savoyen. 1252 wurde Warenne volljährig, womit er den Titel und die Einkünfte des Earl of Surrey erhielt. Zusammen mit Lord Eduard wurde er 1254 zum Ritter geschlagen und folgte dem König in die südwestfranzösische Gascogne, wo dieser eine Rebellion niederschlagen musste. Dort bürgte er in Bordeaux für die Schulden des Königs, die dieser dort gemacht hatte. 1255 reiste er zusammen mit seinem Schwager William de Valence und Richard de Clare, 2. Earl of Gloucester, erneut nach Frankreich. Im gleichen Jahr gehörte er auch zu den Baronen, die den jungen schottischen König Alexander III. und dessen Frau Margarete von Edinburgh nach Wark-on-Tweed Castle eskortierten, wo sie den englischen König trafen. Er war auch anwesend, als für den minderjährigen Alexander ein neuer Regentschaftsrat eingesetzt wurde. 1257 begleitete Warenne Richard von Cornwall, den Bruder Heinrichs III., nach Aachen, wo dieser zum römisch-deutschen König gekrönt wurde.

## Rolle während des Kriegs der Barone

### Anfänglicher Unterstützer des Königs
Als 1258 eine Adelsopposition eine Reform der erfolglosen Herrschaft des Königs forderte, schwankte Warenne wie viele Barone politisch zwischen den Gegnern und den Unterstützern des Königs. Einer der Hauptziele der Adelsopposition war die Beseitigung des Einflusses der Lusignans auf den König. Obwohl seine eigene Frau aus Frankreich stammte, hatte Warenne 1255 zu einer Gruppe von Baronen gehört, die gegen die große Zahl von Ausländern protestierte, die unter Heinrichs Herrschaft nach England kamen. Aufgrund seiner Herkunft und seiner familiären Bindung an die Lusignans und damit an den König, stand Warenne dann in den nächsten Jahren doch zumeist auf der Seite des Königs. Als während des Parlaments in Oxford im Juli 1258 über das Reformprogramm der Adelsopposition, den Provisions of Oxford, beraten wurde, gehörte Warenne zusammen mit William de Valence und Aymer de Lusignan zu den zwölf Vertretern, die der König benannte, um den neuen 15-köpfigen Staatsrat zu wählen. Obwohl Warenne die Einhaltung der Provisions of Oxford geschworen hatte, verweigerte er seine Zustimmung zur Rückgabe der Burgen und Ländereien, welche die Lusignans vom König erhalten hatten. Zusammen mit Lord Eduard und den Lusignans floh er schließlich nach Winchester, wo sie sich in Wolvesey Castle, einer Burg von Aymer de Lusignan, verschanzten. Dort wurden sie von den überlegenen Anhängern der Adelsopposition zur Aufgabe gezwungen. Warenne wurde überzeugt, dass die Lusignans das Land verlassen mussten und begleitete seine Schwäger nach Dover, von wo sie ins Exil gingen.

### Seitenwechsel vor dem Krieg der Barone
Warenne unterstützte nun Lord Eduard, als dieser sich Ende 1258 politisch von seinem Vater absetzte und sich im März 1259 mit dem Earl of Gloucester verbündete. Warenne bezeugte jedoch auch den Brief, in dem Eduard im Oktober 1259 Gloucesters Gegenspieler Simon de Montfort, 6. Earl of Leicester, seine Unterstützung anbot. Im Frühjahr 1260 stand er allerdings nicht mehr entschlossen hinter dem Thronfolger. Ende März 1260 gewährte der König Warenne eine jährliche Pension, und als Lord Eduard im April 1260 bereit war, offen gegen seinen Vater vorzugehen, gehörte Warenne zu den Baronen, die der König bewaffnet zu seiner Unterstützung nach London befahl. Nachdem sich Eduard und sein Vater daraufhin wieder versöhnt hatten, gehörte Warenne zum Gefolge des Thronfolgers, mit dem dieser nach Frankreich reiste, um an mehreren Turnieren teilzunehmen. Wahrscheinlich war Warenne vor dem 17. Februar 1261 wieder nach England zurückgekehrt, als ihn der König zusammen mit 26 anderen Baronen zu seiner Unterstützung wieder bewaffnet nach London befahl. Als nun der König scheinbar wieder seine Macht zurückgewonnen und die Adelsopposition besiegt hatte, wechselte Warenne erneut die Seiten. Zusammen mit seinen Halbbrüdern Roger Bigod, 4. Earl of Norfolk, und Hugh Bigod verlangte er die Einhaltung der Provisions of Oxford und wandte sich an den französischen König Ludwig IX., um in dem Konflikt zu vermitteln. Nachdem auch diese Opposition gegen den König gescheitert war, begnadigte der König im Dezember 1261 offiziell Warenne und andere Barone. Anschließend verließ Warenne erneut England und kehrte erst am 10. März 1263 zusammen mit Henry of Almain und Simon de Montfort dem Jüngeren nach England zurück. Als auch Simon de Montfort, 6. Earl of Leicester, im April wieder nach England zurückkehrte, berief er Warenne, Henry of Almain und Gilbert de Clare, den Sohn des verstorbenen Earl of Gloucester, zu seinen Ratgebern. Sie trafen sich in Oxford, wo sie erneut die Einhaltung der Provisions verlangten. Anschließend schloss sich Warenne im Mai 1263 in Worcester den bewaffneten Rebellen an, die bereit zum Kampf gegen den König waren und bereits Besitzungen von Anhängern des Königs in den Midlands und in den Welsh Marches angegriffen hatten. Als der König im Sommer 1263 nachgab und der Adelsopposition unter Montfort wieder die Regierung überließ, wurde Warenne im August 1263 Mitglied des neuen Regierungsrats und zum Verwalter von Pevensey Castle ernannt. Zusammen mit Simon de Montfort, 6. Earl of Leicester, Henry of Almain und anderen gehörte er der Gesandtschaft an, die Friedensverhandlungen mit dem walisischen Fürsten Llywelyn ap Gruffydd führten. Kurz danach wechselte er jedoch erneut die Seiten und schloss sich zusammen mit Henry of Almain, Roger und Hugh Bigod und anderen wieder Lord Eduard an. Der König belohnte ihn, indem er ihm am 18. September die Erblichkeit seiner Besitzungen gewährte. Am 23. September gehörte Warenne zusammen mit Henry of Almain, Lord Eduard und Königin Eleonore zur Begleitung des Königs, als dieser nach Frankreich segelte, um dort König Ludwig IX. zu treffen. Zurück in England, gehörte Warenne am 3. Dezember dem königlichen Heer an, das versuchte, Dover Castle zu besetzen. Danach zählte er weiter zum engen Gefolge des Königs und wurde am 24. Dezember zum militärischen Befehlshaber von Surrey und Sussex ernannt.

### Beitrag zum Sieg der Partei des Königs
Als es im Frühjahr 1264 zum offenen Krieg der Barone zwischen dem König und der Adelsopposition unter Montfort kam, war Warenne zusammen mit Roger of Leybourne Kommandant von Rochester Castle, das vom 19. bis zum 26. April von den Rebellen unter Montfort belagert wurde. Nachdem der König die Burg entsetzt hatte, schloss sich Warenne wieder dem königlichen Heer an. In der Schlacht von Lewes am 14. Mai gehörte Warenne unter dem Kommando von Lord Eduard zum rechten Flügel des Heeres. Als klar wurde, dass das königliche Heer geschlagen würde, flüchtete Warenne zusammen mit seinen Schwägern William de Valence, Gottfried de Lusignan sowie mit Hugh Bigod nach Pevensey Castle und dann weiter ins Ausland. Für diese Flucht wurde er von mehreren Chronisten heftig kritisiert, da aufgrund ihrer Flucht vom Schlachtfeld angeblich der Thronfolger von den Rebellen gefangen genommen wurde. Die siegreichen Rebellen unter Montfort beschlagnahmten Warennes Besitzungen. Reigate und Lewes Castle blieben unter der Kontrolle der Regierung der Barone, seine Besitzungen in Sussex fielen an Simon de Montfort den Jüngeren, während die anderen Besitzungen am 20. Juni 1264 an Gilbert de Clare übergeben wurden. In Frankreich bat Warenne den französischen König um Hilfe, dazu beriet er die in Frankreich verbliebene Königin Eleonore, als diese ein Söldnerheer für eine Invasion in England anwerben wollte. Dieses Vorhaben wurde jedoch erst im Frühjahr 1265 ausgeführt. Zusammen mit William de Valence und 120 Söldnern landete Warenne Anfang Mai 1265 bei Pembroke in Südwestwales. Ihnen schloss sich ihnen bald Gilbert de Clare an, der auf die Seite des Königs gewechselt war. Sie sandten den Prior von Monmouth Priory nach Hereford, wo der König zusammen mit Montfort weilte, und verlangten die Rückgabe ihrer Besitzungen, die unrechtmäßig beschlagnahmt worden seien. Ihnen wurde daraufhin sicheres Geleit angeboten, doch sie sollten sich vor Gericht verantworten. Am 28. Mai entkam jedoch Lord Eduard aus dem Gewahrsam der Rebellen. Er schloss sich rasch Warenne und seinen Verbündeten an, und zusammen eroberten sie eine Reihe von Städten in den Welsh Marches. Daraufhin zog Montfort mit seinen Truppen nach Westengland, um die Rebellion niederzuschlagen. Warenne gehörte dem Heer an, das in der Nacht vom 1. zum 2. August einen Teil dieser Truppen unter Simon Montfort dem Jüngeren bei Kenilworth Castle überraschen und schlagen konnte, und wahrscheinlich kämpfte er auch am 4. August in der Schlacht von Evesham, in der die Truppen Montforts entscheidend besiegt wurden.

## Unterstützer des Königs nach dem Krieg der Barone
Nach dem Sieg der Anhänger des Königs wurde Warenne beauftragt, Kent und die Cinque Ports zu unterwerfen. Anschließend erschien er mit 200 Bogenschützen aus dem Weald in London, um die Einwohner einzuschüchtern. Zusammen mit Henry of Almain ging er dann gegen verbliebene Rebellen aus Nordengland unter dem Earl of Derby vor; dann griff er zusammen mit William de Valence Bury St Edmunds an, um East Anglia wieder unter königliche Kontrolle zu bringen. 1267 beauftragte ihn der König, zusammen mit William de Valence Gilbert de Clare, 3. Earl of Gloucester, zur Teilnahme am Parlament zu drängen. 1268 erhielt er vom König eine offizielle Begnadigung, weil er während des Bürgerkriegs zeitweise die Rebellen unterstützt hatte. Auch für seinen Beitrag zum Sieg des Königs wurde er nicht besonders üppig belohnt. Ihm wurde eine einträgliche Vormundschaftsverwaltung zugesprochen; dazu erhielt er die Häuser, die der Rebell Hugh de Neville in London besessen hatte, kleinere Ländereien sowie 200 Mark in bar. Allerdings wurden auf seine Bitten hin einige weitere Ritter begnadigt. Im Juni 1268 legte Warenne während des Parlaments in Northampton zusammen mit Lord Eduard, William de Valence und anderen Magnaten ein Kreuzzugsgelübde ab. Dennoch nahm er nicht am Kreuzzug Lord Eduards teil, sondern blieb in England. Als Heinrich III. im November 1272 starb, schwor Warenne bei der Beisetzung des verstorbenen Königs zusammen mit anderen Magnaten dem immer noch abwesenden Eduard die Treue. Bis zur Rückkehr des neuen Königs übernahm er mit die Verwaltung des Reiches.

## Militär und Diplomat im Dienst von Eduard I.

### Militär in den Kriegen in Wales
In den Kriegen von König Eduard I. gegen Schottland und Wales war Warenne ein bedeutender Kommandant. Er gehörte dem Gericht an, das 1276 den walisischen Fürsten Llywelyn ap Gruffydd als abtrünnigen Vasallen verurteilte und diente sowohl im Feldzug von 1276 bis 1277 wie im Feldzug von 1282 bis 1283 in Wales. Der König belohnte ihn mit den beiden neugebildeten Herrschaften Bromfield und Yale in Nordostwales. Während der Rebellion von Rhys ap Maredudd 1287 führte Warenne erneut ein Kontingent Truppen nach Wales, und 1294 wurde er wieder aufgeboten, um die Rebellion des Walisers Madog ap Llywelyn niederzuschlagen. Dabei versuchte er 1294 hartnäckig, aber letztlich erfolglos, während der Vakanz der Diözese St Asaph die Verwaltung von dessen walisischen Besitzungen zu erhalten.

### Diplomat in Schottland und Norwegen
Bereits während der Kriege in Wales war Warenne auch in Schottland aktiv. 1278 begleitete er den schottischen König Alexander III. nach London. Dort nahm Warenne an dem Parlament teil, bei dem Alexander König Eduard für seine englischen Besitzungen die Treue schwor. 1285 begleitete Warenne Eduard I. bei dessen Reise nach Schottland. 1286 starb König Alexander ohne überlebende Nachkommen. Warenne gehörte von 1289 bis 1290 der englischen Gesandtschaft an, die in schwierigen Verhandlungen die Heirat der schottischen Thronerbin Margaret, der Enkelin Alexanders, mit dem englischen Thronfolger Eduard aushandelte. Im Herbst 1289 gehörte er der Delegation an, die 1289 den Vertrag von Salisbury und im Juli 1290 den Vertrag von Birgham aushandelte. In diesen Verträgen sollten die Bedingungen der Hochzeit und die künftigen Beziehungen zwischen England und Schottland geregelt sein. Anschließend gehörte er der englischen Gesandtschaft an, die nach Norwegen zu König Erik II., dem Vater von Margaret, reiste. Durch den plötzlichen Tod von Prinzessin Margaret im September 1290 wurden diese Verhandlungen gegenstandslos. In Schottland gab es nun dreizehn mögliche Thronanwärter, zu denen auch Warennes Schwiegersohn John Balliol gehörte. Der englische König sollte in einem Schiedsspruch den neuen König bestimmen. Warenne unterstützte nun stark Balliols Thronkandidatur, der schließlich 1292 neuer schottischer König wurde. Eduard I. versuchte nun, die englische Oberherrschaft über Schottland durchzusetzen. Dagegen rebellierten 1295 jedoch Balliol und die Schotten.

### Kommandant während des Schottischen Unabhängigkeitskriegs
Zu Beginn des Schottischen Unabhängigkeitskriegs 1295 ernannte der König Warenne zum Befehlshaber der Küstenverteidigung, zu einem der Kommandanten von Nordengland und von Bamburgh Castle. Am 27. April 1296 schlug Warenne die Schotten unter Balliol in der Schlacht bei Dunbar, anschließend konnte er Dunbar Castle erobern. Der Sieg hatte keine entscheidende Wirkung, doch Warenne stellte ihn als wichtigen Sieg dar, der die Schotten demoralisieren sollte. Anschließend begleitete er im Sommer 1296 Eduard I. bei dessen siegreichen Feldzug durch Schottland, worauf er am 3. September zum Verteidiger Schottlands ernannt wurde. Warenne zog sich jedoch anschließend nach Nordengland zurück und weigerte sich, in Schottland einzugreifen, als es 1297 zum Aufstand unter William Wallace kam. Als Begründung dafür gab er das schlechte Wetter und seine angeschlagene Gesundheit an. Der Aufstand entwickelte sich daraufhin zu einer weiten Rebellion gegen die englische Vorherrschaft, worauf der König Warenne befahl, nach Schottland zurückzukehren und zu kämpfen. Auf diesen Druck hin zog Warenne langsam nach Norden. Bis Juli hatte er nur Berwick erreicht. Nur sein Enkel Henry Percy, den er vorausgesandt hatte, konnte einige Erfolge erzielen. Im August versuchte der König daraufhin Warenne als Verteidiger von Schottland durch Brian fitz Count zu ersetzen, doch dieser erklärte, dass er zu arm sei, um die Kosten für dieses wichtige Amt zu bestreiten. Anfang September 1297 befahl der König Warenne deshalb ausdrücklich, die Rebellion in Schottland niederzuschlagen. Warenne marschierte daraufhin nach Stirling, wo eine schmale Brücke den Forth überkehrte. Am gegenüberliegenden Ufer lagerte ein schottisches Heer unter William Wallace. Nachdem Verhandlungen gescheitert waren, entschloss sich Warenne trotz der schlechten Ausgangslage zum Angriff. Noch bevor die Engländer vollständig die Brücke überquert hatten, griffen die Schotten an. Die Engländer erlitten in der Schlacht von Stirling Bridge eine schwere Niederlage. Über Berwick zog sich Warenne mit seinem geschlagenen Heer nach England zurück. Am 27. September traf er in York den Thronfolger Eduard, der seinen Vater als Regent vertrat.
Trotz dieser Niederlage vertraute der König weiter seinem alten Kämpfer, obwohl er angeblich auch Warenne wegen seiner schlechten Führung verhöhnt haben soll. Im Dezember 1297 ernannte er ihn wieder zum Kommandanten eines Feldzugs nach Schottland. Angesichts der Belastung durch den Krieg in Schottland und dem andauernden Krieg mit Frankreich kam es in England zu einem Protest zahlreicher Adliger gegen die Politik des Königs. In die daraus entstandene Staatskrise war Warenne nicht direkt verwickelt. Als alter Anhänger des Königs schwor er im November 1297 die Confirmatio Cartarum einzuhalten. Anstelle des in Flandern weilenden Königs führte er im Januar 1298 den Vorsitz über das Parlament in York, wo erneut die Magna Carta bestätigt wurde. Anschließend führte er einen raschen Feldzug gegen Schottland, bei dem er Berwick zurückeroberte. Als Eduard I. von Flandern nach England zurückkehrte, dankte er Warenne für seine Dienste in Schottland und befahl ihn zurück nach England, um mit ihm die Lage in Schottland zu besprechen. Danach kämpfte Warenne wieder in Schottland; dabei nahm er am 22. Juli 1298 an der siegreichen Schlacht von Falkirk teil. Im November 1298 ernannte ihn der König zu einem der Richter, die Amtsverfehlungen seiner Forstbeamten untersuchen sollten. 1299 wurde er erneut zum Kriegsdienst in Schottland einberufen. Im September 1299 gehörte er bei der zweiten Hochzeit des Königs zu den Gästen. Im November 1299 ernannte ihn der König zum Vormund seines Enkels Edward Balliol, einem der potentiellen schottischen Thronanwärter. Während des Feldzugs von 1300 nach Schottland kommandierte Warenne die zweite Abteilung der englischen Armee und nahm an der Belagerung von Caerlaverock Castle teil. Auch 1301, 1302 und 1303 berief ihn der König zum Militärdienst nach Schottland.

## Streitbarer Verteidiger seiner Rechte und Güter
Wenn es um Warennes eigenen Besitzungen und Rechte ging, verteidigte er diese aggressiv. Bereits 1253 war er dazu verurteilt worden, ungerechtfertigt umzäuntes Gemeinland bei Wakefield wieder aufzugeben und die Zäune niederzureißen. 1269 kam es wegen der Rechte an Weideland fast zu einer offenen Fehde zwischen ihm und dem Earl of Lincoln, bis schließlich königliche Richter das Land dem Earl of Lincoln zusprachen. Wenig später, im Sommer 1270, kam es, vermutlich ebenfalls wegen Landbesitzes, zwischen ihm und Alan de la Zouche im Palace of Westminster zu einem Streit, bei dem Warennes Gefolgsleute Zouche schließlich angriffen und tödlich verwundeten. Warenne flüchtete nach Reigate Castle, und erst nachdem ihm der Earl of Gloucester und Henry of Almain freies Geleit zugesichert hatten, stellte er sich dem königlichen Gericht. Warenne schwor, dass er Zouche nicht vorsätzlich, sondern in unkontrollierter Wut getötet hatte. Er wurde zu einer Strafzahlung von 10.000 Mark verurteilt, die er ursprünglich in Jahresraten von 700 Mark zahlen sollte. Der König verringerte die Rate auf jährlich 200 Mark, doch zur Verbitterung vieler anderer Barone zahlte Warenne auch diese relativ geringe Summe nie vollständig. 1274 fielen Bogenschützen und weitere Gefolgsleute Warennes über die Ländereien von Robert d'Aguillon her und belästigten dessen Knechte. Zwischen 1274 und 1276 im Auftrag von König Eduard durchgeführte Untersuchungen bestätigten, dass die Vögte und Verwalter von Warenne auf dessen Gütern eine strenge Herrschaft führten. Sie erhoben überhöhte Abgaben, Steuern und Zölle und inhaftierten Untertanen, die dagegen Beschwerde erhoben. Warenne maßte sich Rechte an, die ihm nicht gewährt worden waren. Unrechtmäßig vergrößerte er weiter durch Einzäunungen von Gemeindeland seine Besitzungen. Das Wild aus seinen Wildparks beschädigte die Ernte auf den angrenzenden Feldern, worüber sich Erzbischof Pecham beschwerte. Als Eduard I. eine Erhebung der Knight’s fees in England durchführen wollte, verweigerten Warennes Vögte den königlichen Beamten den Zugang zu dessen Besitzungen, und seine Vasallen weigerten sich, vor den königlichen Beamten zur Aussage zu erscheinen. Der Legende nach soll Warenne 1279 von königlichen Richtern aufgefordert worden sein, die Besitzurkunden seiner Ländereien zu zeigen. Warenne soll ein rostiges Schwert gezogen und gerufen haben, dies wäre seine Besitzurkunde, da seine Vorfahren als Begleiter von Wilhelm dem Eroberer die Besitzungen mit dem Schwert erobert hätten. Um 1286 kam es in Wales zu Zusammenstößen zwischen Warenne und Reginald Grey, dem königlichen Justiciar von Chester, dem Warenne Übergriffe auf seine Besitzungen vorwarf. Daneben gab es noch zahlreiche weitere Beschwerden, Untersuchungen und Prozesse über Warennes Verwaltung seiner Besitzungen.
Warenne starb um den 29. September 1304, wurde jedoch erst nach Weihnachten 1304 in einer feierlichen Zeremonie in Lewes Priory beigesetzt. Robert Winchelsey, der Erzbischof von Canterbury, leitete die Beisetzung, an der auch zahlreiche Adlige teilnahmen.

## Familie und Nachkommen
Mit seiner Frau Alice hatte Warenne drei Kinder:
- Eleanor (1251–nach 1282) ⚭ Henry de Percy
- Isabel (* 1253) ⚭ John Balliol
- William (1256–1286) ⚭ Joan († 1293)

Bereits im Februar 1256 war Warennes Frau Alice nach der Geburt ihres dritten Kindes gestorben. Obwohl Warenne zu diesem Zeitpunkt erst 25 Jahre alt war, heiratete er, für die damalige Zeit ungewöhnlich, bis zu seinem Tod nicht wieder. Seine Kinder verheiratete er gut, sodass er hochrangige Enkelkinder hinterließ. Warennes einziger Sohn William V de Warenne heiratete Joan († 1293), eine Tochter von Robert de Vere, 5. Earl of Oxford. Er starb nur wenige Monate nach der Geburt seines einzigen Sohnes. Dieser junge John de Warenne wurde Warennes Erbe.

## Bewertung
Obwohl Warenne wesentlich an der Auseinandersetzung zwischen den Anhängern des Königs und der Adelsopposition sowie am Zweiten Krieg der Barone beteiligt war, hatte er nie eine führende Rolle. Meist schloss er sich anderen Baronen an, die durch Verwandtschaft oder Heiraten miteinander verbunden waren. Dies lässt vermuten, dass die Seitenwechsel von Warenne weniger aus politischen, sondern eher aus freundschaftlichen Interessen erfolgten. Dabei ließ er sich anscheinend von mit ihm verwandten Führungspersonen wie Lord Eduard und William de Valence leiten. Trotz seiner wankelnden Loyalität wurde er schließlich ein enger Gefolgsmann von Lord Eduard, dem er dann bis zu seinem Tod diente. Politisch und auf dem Schlachtfeld agierte Warenne eher zögerlich, wenn nicht sogar feige – im Gegensatz zu seinen Vasallen und Untergebenen, gegenüber denen er anmaßend und unverschämt war. Trotz seiner hohen Herkunft und seines Ranges wurde er nicht zu einem der führenden Magnaten Englands. Stattdessen wurde er zum Symbol eines konservativen Adligen, wie die Legende über seine Zurückweisung der königlichen Richter zeigt.